# Sueca
Sueca és una ciutat i municipi del País Valencià, capital de la comarca de la Ribera Baixa. El seu origen radica en una alqueria àrab. La ciutat es dedica principalment al cultiu de l'arròs; de fet, es considera que en esta zona podria haver-hi l'origen de la paella valenciana.

## Geografia
Situat en la comarca de la Ribera Baixa, de la qual és capital i el municipi més poblat. El seu terme municipal, bastant més extens que els de la resta de la comarca, forma part del Parc Natural de l'Albufera. El relleu el constituïx una immensa plana formada pels sediments del riu Xúquer, que han reblit la zona en èpoques molt recents i que en la seua part més septentrional acaben per confondre's amb les aigües de l'Albufera formant un terreny pantanós. Al mig d'esta plana emergix un tossal, la Muntanyeta dels Sants, de 27 metres de cota màxima, que va ser declarada microreserva el 2005 i és l'única afloració rocosa del terme municipal en terra ferma. El municipi té 8 quilòmetres de costa al mar Mediterrani.
Per carretera, des de València, s'accedix a Sueca prenent la V-31 i posteriorment la N-332. També s'hi pot arribar en ferrocarril, a través de la línia C1 de Rodalia de València.

### Clima
El clima de la localitat és de transició del mediterrani típic. La particularitat de trobar-se en la franja la fa més irregular en precipitacions anuals que en les zones circumdants a més d'acumular quasi 100 mm més de precipitació en l'extrem sud degut en part a la retenció nuvolosa de la serra de Corbera i en part al fet que les gotes fredes solen tindre més acte de presència i més intensitat en esta zona; de fet, no és difícil veure que plou en el nucli urbà mentre que al Perelló no ho fa o fins i tot estiga assolellat en episodis de gregal sent més erràtic en situacions de llevant pur i sense rellevància per a la resta de vents ni tempestes estiuenques. Rares vegades hi ha precipitacions destacables amb vent de ponent.
Quant a la temperatura, la poca variació de cotes que van de 0 a 27 msnm fa que no hi haja grans diferències dins del seu terme municipal, exceptuant nits hivernals anticiclònques on poden tindre un nombre de gelades una mica superior a la resta del terme municipal. També cal destacar el vent marítim que, en règim de brises dèbils o vent tèrmic, pot rebaixar uns graus a la zona costanera a l'estiu i de la mateixa manera una pitjor sensació tèrmica a l'hivern, encara que es tinga un nombre inferior de gelades, també les màximes es veuen reduïdes, donant un clima una mica diferent en el Perelló i la zona dels Marenys.
| l/m2 | 1038 | 854 | 539 | 810 |

| l/m2 | 517 | 666 | 965 | 704 | 511 | 673 |

| 2008 | 2.8º | 14.2º | --    | 18.5º | --   | 22.8º | 35.6º | 66%   |
| 2009 | 0.3º | 15.1º | 25.3º | 19.2º | 6.2º | 24º   | 37.4º | 68,6% |
| 2010 | 0.7º | 14.4º | 27.3º | 18.4º | 6.8º | 23.2º | 44º   | 67,9% |

## Història

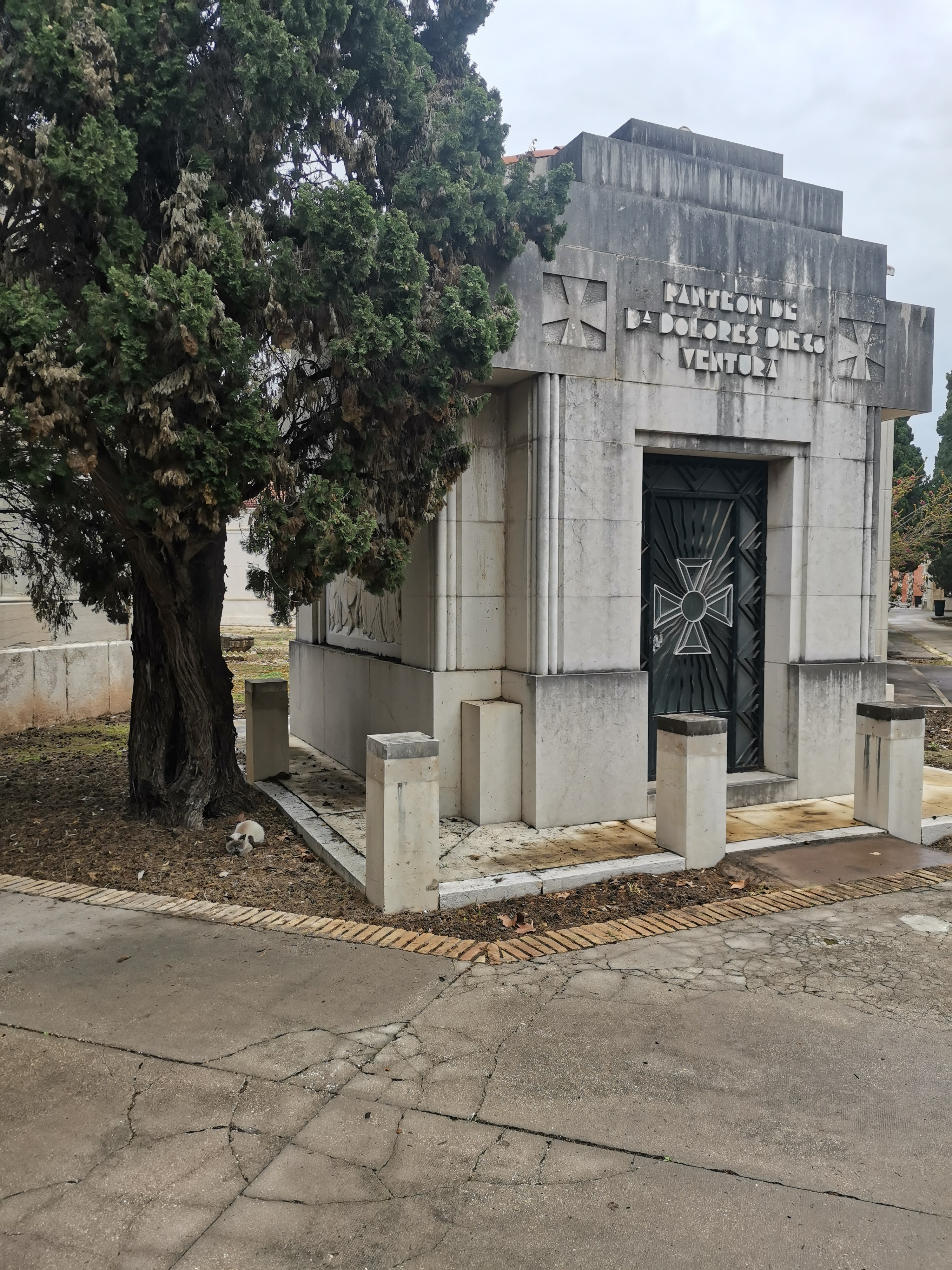
Panteó de Dolores Diego al cementeri de Sueca

Sueca és una de les poblacions que tradicionalment s'havien identificat amb la població romana de Sucro, però la manca de troballes arqueològiques prou antigues ha portat a descartar aquesta possibilitat. El nom de Sueca prové del mot àrab suayqa que significa 'mercat petit', encara que les troballes humanes del terme municipal es remunten al Paleolític superior.
La ciutat, que va ser donada a l'Orde de Sant Joan de l'Hospital l'any 1157 per Ramon Berenguer IV, quedà incorporada a la civilització cristiana occidental amb Jaume I i l'Orde de l'Hospital, que atorgà carta de poblament al febrer de 1245. Qui poblà les terres de Sueca foren unes setze famílies de Tarragona.
L'Albufera quedà incorporada al Patrimoni Reial pel citat monarca, fins a l'any 1865, sent permesa la caça d'aus aquàtiques des del regnat d'en Martí I l'Humà.
En 1337, Pere el Cerimoniós autoritzà el mercat local, i per Alfons V en 1457 es construí la séquia Major i es regulà la Fira local. Del 1613 al 1836 hi hagué Convent de PP. Franciscans.
Des del segle xiv Sueca disposa d'un Consell Municipal propi i, per tant, de personalitat jurídica pròpia. La seua independència militar no arribaria fins a l'any 1607, quan es va deslligar definitivament del castell de Cullera. Així mateix, van tindre lloc a Sueca diversos fets d'armes durant l'edat mitjana, uns dels més destacats va ser la Guerra dels Agermanats.
L'arrossar es va convertir en hegemònic al llarg dels segles xvii i XVIII, afavorit sobretot per la séquia de Múzquiz, que aconseguia arribar fins l'Albufera. La població augmentà degut a la necessitat de mà d'obra per al cultiu de l'arròs. En 1715 Sueca tenia 1.984 habitants, que depenien administrativament de la governació de València fins a l'any 1716 amb el Decret de Nova Planta de Felip V.
Va esdevenir ducat l'any 1803, sent el primer duc Manuel Godoy, favorit de Carles IV. Les muralles es van construir l'any 1838.
El 17 de gener de 1899 la reina regent Maria Cristina d'Habsburg concedí a Sueca el títol de Ciutat i el 16 de maig del mateix any li atorgà a l'Ajuntament el tractament d'Excelentíssim. Ambdues decisions foren dutes a terme gràcies al diputat a Corts pel districte de Sueca Francisco Peris Mencheta.
El 12 d'agost de 1902 el Papa Lleó XIII declarà la Verge de Sales patrona canònica de la ciutat de Sueca. La ciutat alberga des del 1961 el prestigiós Concurs Internacional de Paella Valenciana.

## Edificis d'interés
- Reial Església de Nostra Senyora de Sales (s. XVII). És el santuari de la patrona de Sueca. L'arquitecte va ser Fra Francesc Cabezas. És destacable la seua cúpula de teules vidriades blaves. Es coneix com "El Convent". L'església té: retaule a l'altar major, frescos, pintures, sagristia, camarí octogonal de la Verge, imatge de la Verge, etc.
- Antic Convent de Franciscans. (1613-1836). Claustre de Franciscans des de 1613 fins a la desamortització de Mendizábal en 1836. Després ha tingut diversos usos com a presó, jutjat, hospital, entre d'altres. Actualment la segona planta és seu de l'Arxiu Històric Municipal.
- Església arxiprestal de Sant Pere (s. XVIII). Església parroquial de Sueca. Té una nau central amb dues laterals en planta de creu i amb cúpula blava de teules vidriades.
- Ermita de la muntanyeta dels Sants de la Pedra. Any 1613. Des d'ací es té una vista panoràmica de l'Albufera. Té un atri amb arcades ogivals del gòtic de reconquesta (segle xiii), l'altar és neoclàssic. Conté les imatges dels Sants de la Pedra, Sant Abdó i Sant Senent del segle xvii, així com ceràmica i vidrieres variades.
- Ateneu Suecà del Socors. Edifici modernista.
- Asil d'ancians. Edifici construït en 1919 en un estil modernista-mudèjar. L'arquitecte va ser Bonaventura Ferrando. Actualment està regentat per les Hermanitas de los Ancianos Desamparados, orde religiós dedicat a tindre cura dels ancians. L'Ajuntament de Sueca va publicar l'any 2000 el llibre Lección de soledad. Reflexiones acerca de los ancianos asilados, de J. V. Yago, que reflectix el gran valor del treball fet per les religioses.
- Casa de Joan Fuster. Edifici on va viure l'escriptor suecà, d'estil modernista.
- Casa de Pascual Fos, també coneguda com a Casa Meseguer. D'estil modernista, està ubicada al costat de la Casa de Joan Fuster i era la seu de la Biblioteca Suecana fins que els seus fons es traslladaren al nou edifici de la Biblioteca Municipal, al rehabilitat Molí Fariner.
- Teatre Serrano. Una de les obres més representatives de l'art déco valencià a Sueca.

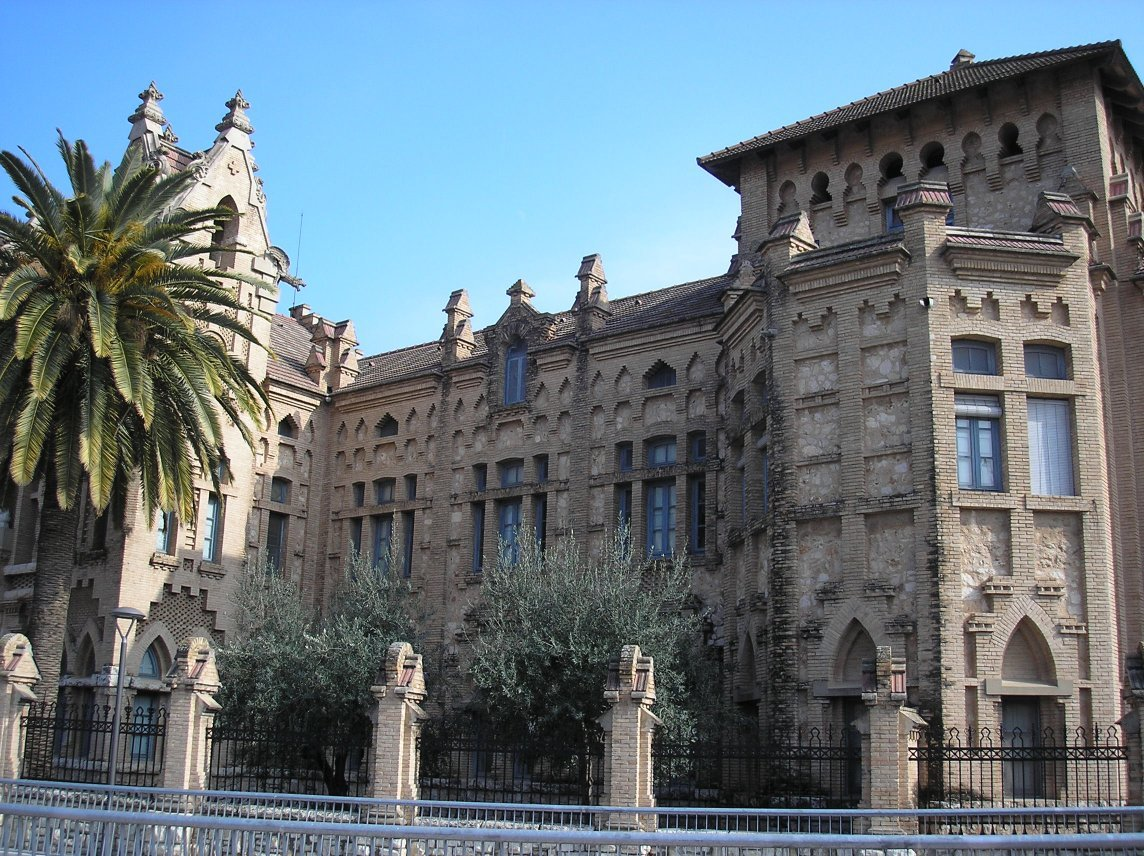
Asil d'ancians, edifici modernista construït en 1919
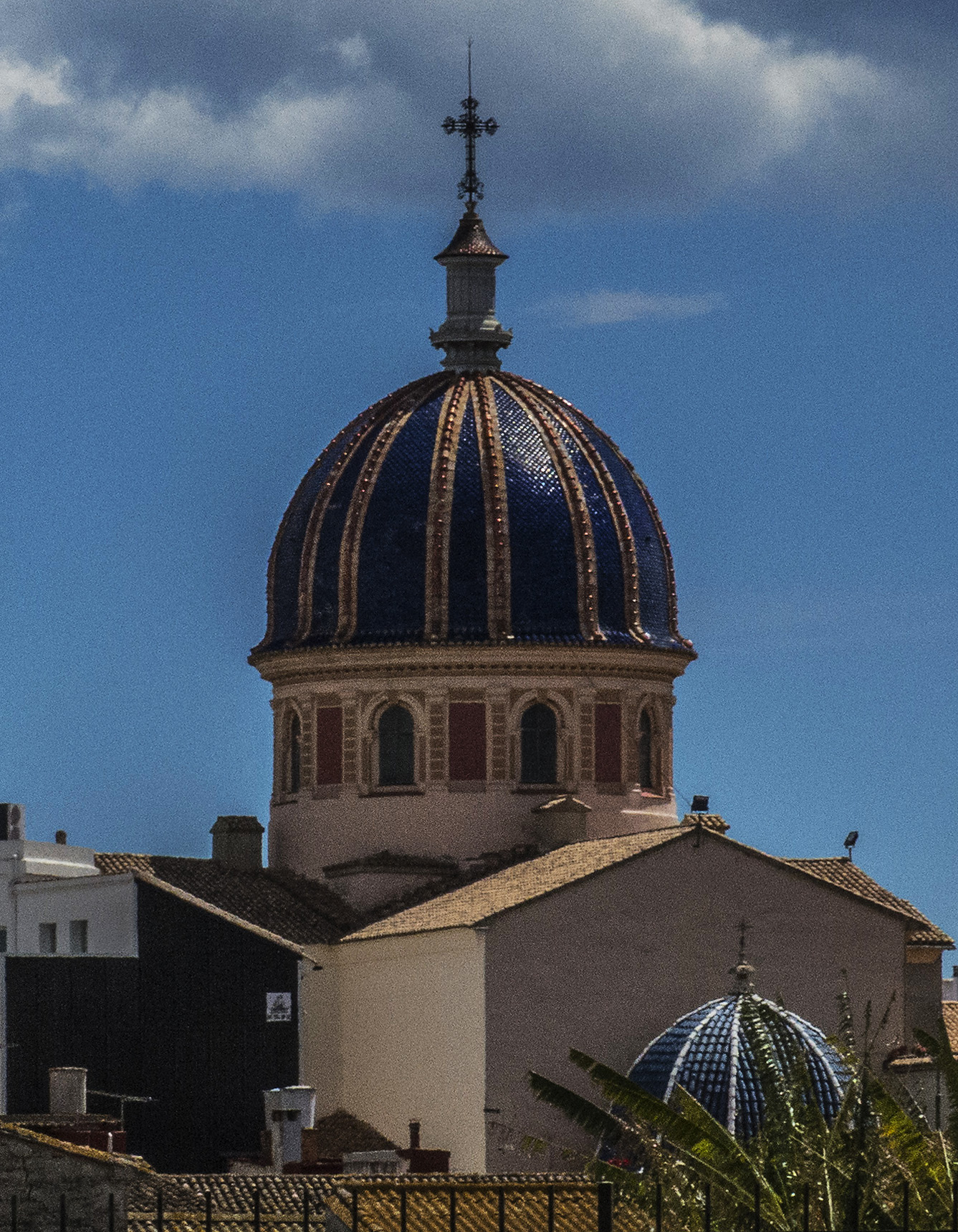
Cúpula de la Reial Església de la Mare de Déu de Sales
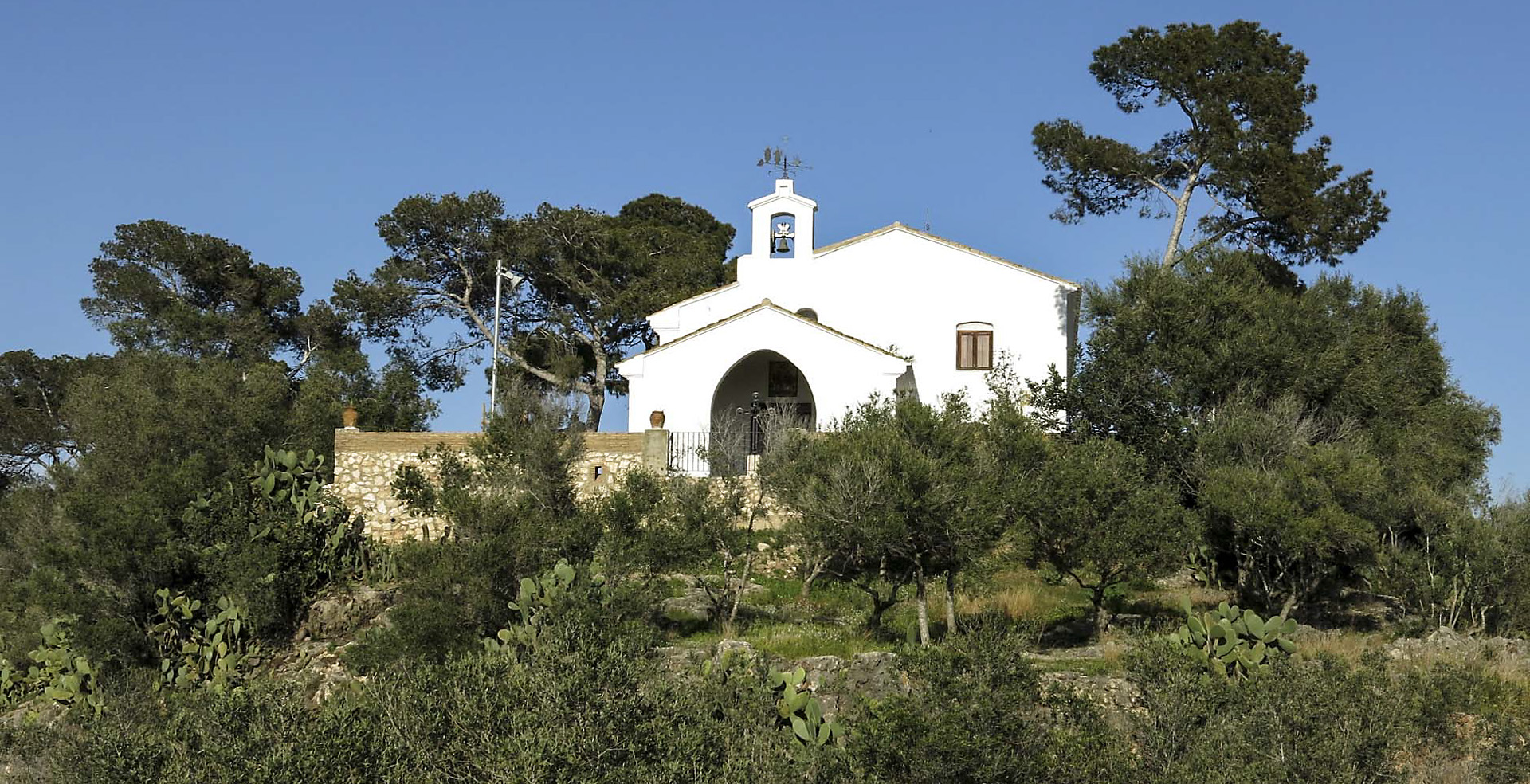
Ermita dels Sants de la Pedra

## Demografia
| 24.868 | 23.044 | 24.426 | 24.869 | 24.893 | 25.406 | 26.126 | 26.685 | 27.253 | 28.112 | 28.961 |

## Política i Govern

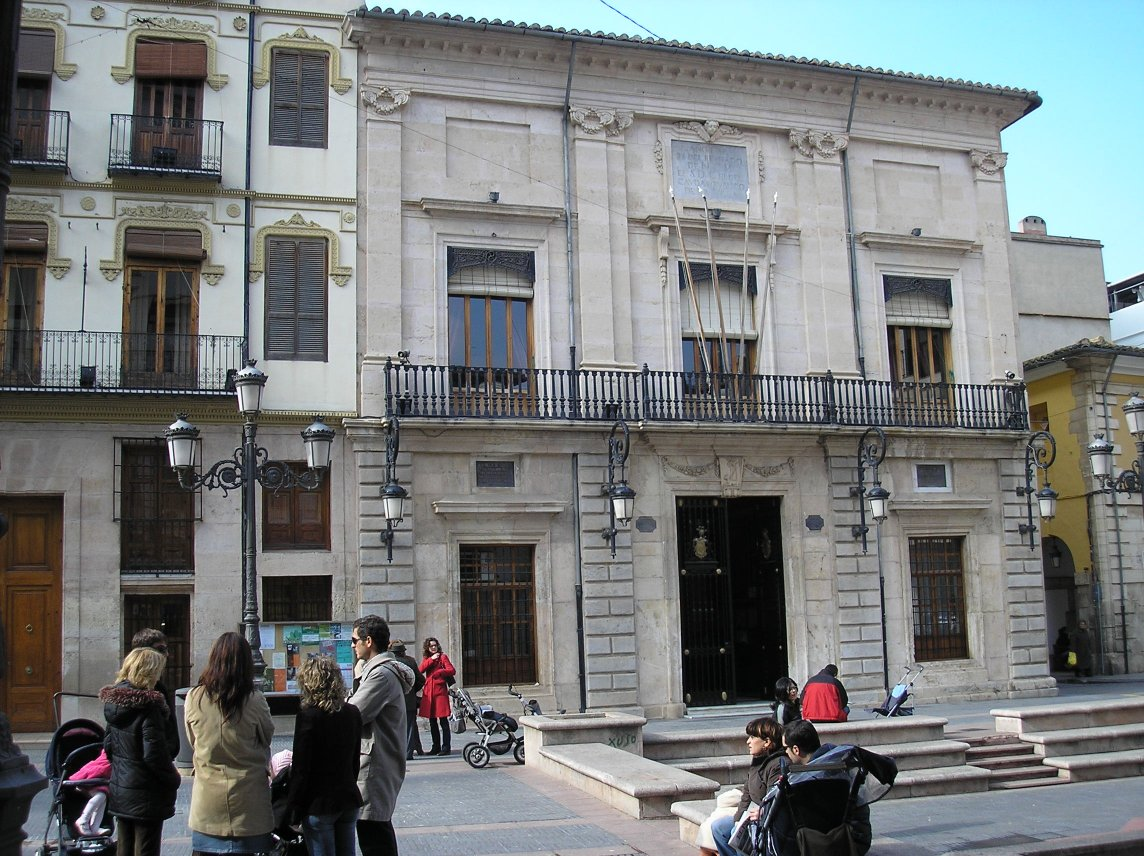
Façana de l'Ajuntament de Sueca

### Composició de la Corporació Municipal
El Ple de l'Ajuntament està format per 21 regidors. En les eleccions municipals de 26 de maig de 2019 foren elegits 8 regidors de Compromís per Sueca (Compromís), 6 del Partit Socialista del País Valencià (PSPV-PSOE), 3 del Partit Popular (PP), 2 de Ciutadans - Partit de la Ciutadania (Cs) i 2 del Grup Independent de Sueca, Perelló i Mareny (GISPM).
| Eleccions municipals de 26 de maig de 2019 - Sueca                                                                                     |                                             |                                     |                                     |         |          |          |
| Candidatura | Candidatura                                 | Candidatura                         | Cap de llista                       | Vots    | Vots     | Regidors |
| | Compromís per Sueca                         |                                     | Raquel Tamarit Iranzo               | 4.727   | 33,82%   | 8 ()     |
| | Partit Socialista del País Valencià-PSOE    |                                     | Dimas Vázquez España                | 3.455   | 24,72%   | 6 (+1)   |
| | Partit Popular                              |                                     | José Luis Ribera Sos                | 1.849   | 13,23%   | 3 (-1)   |
| | Ciutadans - Partit de la Ciutadania         |                                     | Celia Fuensanta Beltrán Albi        | 1.601   | 11,45%   | 2 (+1)   |
| | Grup Independent de Sueca, Perelló i Mareny |                                     | José Salvador Campillo Moncho       | 1.269   | 9,08%    | 2 (-1)   |
| | Altres candidatures                         |                                     |                                     | 893     | 6,39%    | 0        |
| | Vots en blanc                               |                                     |                                     | 184     | 1,32%    |          |
| Total vots vàlids i regidors | Total vots vàlids i regidors                | Total vots vàlids i regidors        | Total vots vàlids i regidors        | 13.978  | 100 %    | 21       |
| | Vots nuls                                   | Vots nuls                           | Vots nuls                           | 182     | 1,30%    |          |
| Participació (vots vàlids més nuls) | Participació (vots vàlids més nuls)         | Participació (vots vàlids més nuls) | Participació (vots vàlids més nuls) | 14.160  | 66,08%** |          |
| Abstenció | Abstenció                                   | Abstenció                           | Abstenció                           | 7.270*  | 33,92%** |          |
| Total cens electoral | Total cens electoral                        | Total cens electoral                | Total cens electoral                | 21.430* | 100 %**  |          |
| Alcalde: Dimas Vázquez España (PSPV) (15/06/2019) Per majoria absoluta dels vots dels regidors (11 vots: 6 de PSPV, 3 de PP i 2 de Cs) |                                             |                                     |                                     |         |          |          |
| Fonts: JEC, JEZ Sueca, M. Interior, Periòdic Ara. (* No són vots sinó electors. ** Percentatge respecte del cens electoral.)           |                                             |                                     |                                     |         |          |          |

### Alcaldes
Des de la recuperació de la democràcia i les primeres eleccions municipals de l'any 1979 s'han anat alternant al capdavant de l'ajuntament de Sueca diversos partits: PCE, PSPV-PSOE, CDS i BLOC, entre d'altres.
Des de 2019 l'alcalde de Sueca és Dimas Vázquez España qui, després de pactar amb PP i Ciutadans, el PSPV va anunciar que expulsaria per aquest pacte.
| Període                       | Alcalde o alcaldessa                          | Partit polític | Data de possessió     | Observacions |
| ----------------------------- | --------------------------------------------- | -------------- | --------------------- | ------------ |
| 1979–1983                     | Jaume Lloret Solves Alfredo Guillem Contreras | PCE            | 19/04/1979 03/06/1980 | n/d --       |
| 1983–1987                     | Alfredo Guillem Contreras                     | PCE-PCPV       | 28/05/1983            | --           |
| 1987–1991                     | Francesc Ferrer Carbonell                     | PSPV-PSOE      | 30/06/1987            | --           |
| 1991–1995                     | Vicent Vera Chanqués Ricardo Ortiz Sanz       | CDS            | 15/06/1991            | --           |
| 1995–1999                     | Salvador Gil Beltrán                          | PSPV-PSOE      | 17/06/1995            | --           |
| 1999–2003                     | Alfredo Guillem Contreras                     | EPI-BLOC-VE    | 03/07/1999            | --           |
| 2003–2007                     | Salvador Gil Beltrán                          | PSPV-PSOE      | 14/06/2003            | --           |
| 2007–2011                     | Joan Baldoví i Roda                           | BLOC           | 16/06/2007            | --           |
| 2011–2015                     | José Salvador Campillo Moncho                 | GISPM          | 11/06/2011            | --           |
| 2015–2019                     | Raquel Tamarit i Iranzo                       | Compromís      | 13/06/2015            | --           |
| 2019-2023                     | Dimas Vázquez España                          | PSPV-PSOE      | 15/06/2019            | --           |
| Des de 2023                   | Dimas Vázquez España                          | PSPV-PSOE      | 17/06/2023            | --           |
| Fonts: Generalitat Valenciana |                                               |                |                       |              |

### Sindicats i estudiants
L'1 de maig del 2006 va tindre lloc a Sueca l'assemblea nacional constituent del Sindicat d'Estudiants dels Països Catalans.

## Districtes rurals
Al territori de Sueca es troben:
- Bega de Mar
- El Perelló
- Les Palmeres, situat al nord del Mareny de Barraquetes.[13]
- El Mareny de Barraquetes
- Mareny Blau, situat a la costa. L'any 2009 tenia 166 habitants.[14]
- Mareny de Vilxes, situat entre el Mareny de Barraquetes i el cap de Cullera.[15]

Antigues entitats sense població:
- Alborx[16]
- Cincelles[17]
- Fàrgolos, antiga alqueria.[18]
- Junçana[19]
- Vilella[20]

## Fills il·lustres
- Josep Bernat i Baldoví (1809-1864), periodista i escriptor adscrit a la Renaixença popular, famós com a autor de sainets.
- Vicente Beltrán Grimal (1896-1963), escultor i director de l'Escola de Belles Arts de Sant Carles durant la Guerra Civil.
- Josep Serrano i Simeón (1873-1941), músic i compositor. Autor de més de cinquanta sarsueles i de l'Himne de l'Exposició Regional Valenciana de 1909, que hui és l'Himne oficial del País Valencià
- Nicolau-Primitiu Gómez i Serrano (1877-1971), autor, editor i bibliòfil valencianista. Va ser president de Lo Rat Penat i director degà del Centre de Cultura Valenciana.
- Bonaventura Ferrando Castells (1881-1951), arquitecte modernista, autor entre d'altres de l'Asil d'Ancians de Sueca i de l'Escorxador Municipal.
- Virtudes Cuevas Escrivà (1913-2010), lluitadora i guerrillera antifeixista. Va ser comandant de la Legió d'Honor per la seua lluita amb la resistència francesa i va passar cinc anys en el camp de concentració de Ravensbrück.[21]
- Joan Fuster i Ortells (1922-1992), intel·lectual escriptor i assagista, autor dels llibres Nosaltres, els valencians, Diccionari per a ociosos, L'Albufera de València, Heretgies, revoltes i sermons, Les originalitats i Combustible per a falles, entre d'altres.
- Antoni Puchades Casanova (1925-2013), futbolista, jugà en el València CF de centrecampista i en la selecció espanyola.
- Francesc de Paula Burguera i Escrivà (1928-2015), escriptor i polític, diputat al Congrés dels Diputats i guardonat amb la Creu de Sant Jordi.
- Joan Baldoví i Roda (1958-), polític i ex-alcalde de Sueca, diputat al Congrés dels Diputats per Compromís.
- Antonio García-Pando (1950-), atleta i entrenador. Fill adoptiu de Sueca.

## Cultura
Sueca és una ciutat fortament lligada a la cultura i l'art. La Mostra Internacional de Mim (MIM) és l'esdeveniment amb major repercussió, i amb un reconeixement internacional en l'àmbit de les arts escèniques. La companyia Maduixa Teatre, nascuda a Sueca, ha aconseguit estabilitzar amb un seguit d'espectacles interpretats internacionalment, i multitud de premis per la seua trajectòria. Sueca compta amb diverses associacions locals dedicades al teatre, a més, les comissions falleres organitzen els ja tradicionals concursos de sainets i playbacks acostant a la ciutadania a l'àmbit artístic.
Pel que fa a la música, Sueca compta amb dos conservatoris autoritzats de música que nodrixen les seues bandes de música i les xarangues. La Societat "Ateneu Musical" de Sueca també integra una agrupació coral, el Cor "Echo Vocis". També cal destacar la Mostra Sonora de Sueca, on es dona difusió a la música contemporània així com l'art sonor en general. Sueca compta a més amb un notable nombre de músics de pop, rock o heavy metal que formen o han format part de bandes amb discos editats i orquestres, la gran majoria procedents del desaparegut Orfelinat Music Club: Orquesta Montecarlo, Metal Mareny, Héctor Roldán, Salva, The Garrophones, Piel de Serpiente, Inòpia, Babylon Rockets, Eskualida, Perrera, Traum, Influence, L'espera, Enderrocks, entre d'altres. Sueca compta a més amb el certamen Cim Sueca, dirigit a produccions cinematogràfiques de baix pressupost. Sueca, al terreny gastronòmic, disposa del Museu de la Xocolata, on es mostra el procés més primitiu d'elaboració manual de la xocolata.
En l'àmbit literari compta amb destacables autors entre els quals destaquen entre altres Nicolau Primitiu, Josep Bernat i Baldoví, Joan Fuster, Rv. P. Amado de Cristo Burguera, Vicent Molina Maset, Emili Piera, Xavier Campillo i J. V. Yago.

## Festes i tradicions
- Festa i fira de Sueca, declararades de interés turístic autonòmic. Al setembre se celebren les festes patronals del municipi, dedicades al Crist de l'Hospitalet (primer diumenge anterior a la festivitat de la Verge) i a la Mare de Déu de Sales, que se celebra el 8 de setembre. En elles destaca la processó general, acompanyada de grups de dansa i cants antics, representants de confraries, personatges bíblics, etc.; però també poden trobar-se activitats més lúdiques, com ara el Concurs Internacional de Paella Valenciana de Sueca, de gran interés turístic, en el qual es ret tribut a l'arròs de la zona.
- Mostra Internacional de Mim. Sol celebrar-se al setembre, després de les festes patronals, i és considerada una de les principals mostres de mims i dansa del món.

- Altres festes de gran tradició a Sueca són les Falles, d'interés turístic local, durant les quals es planten als carrers de la localitat un total de 16 monuments. També podem destacar "El Porrat de Sant Antoni" (18 de gener), el romiatge del 29 de juliol, la Setmana de Sant Roc, la Setmana Santa o "les Tirades".